# Rhabdoweisia cyathicarpa
Rhabdoweisia cyathicarpa là một loài rêu trong họ Rhabdoweisiaceae. Loài này được (Mont.) Mitt. mô tả khoa học đầu tiên năm 1869.